# 神戸市立楠高等学校
神戸市立楠高等学校（こうべしりつ くすのきこうとうがっこう）は、兵庫県神戸市兵庫区にある市立の定時制高等学校。神戸市立湊川中学校と校舎を共有している。

## 設置学科
- 普通科

## 沿革
- 1941年4月1日 神戸市立女子商業学校（湊東区楠町6）に夜間の第二本科を置く。入学資格は高小卒、3年制。
- 1943年6月22日 神戸市立第二女子商業学校として独立する。
- 1944年3月31日 県立医専に校舎を提供し、神戸区北長狭通4（神戸中学校）に移る。
- 1945年9月5日 進駐軍による校舎接収のため、生田区中山手通4（諏訪山小学校）に移る。
- 1945年11月26日 疎開児童帰神のため、須磨区千歳町2（千歳小学校）に移る。
- 1948年4月1日 学制改革により、神戸市立楠商業高等学校と校名を変更する。
- 1948年5月25日 生田区楠町5（市立湊川高等学校）に移る。
- 1949年4月1日 神戸市立楠高等学校と校名を変更し、普通科・商業科・家庭科を置く総合制高等学校となる。
- 1950年4月1日 垂水区名谷町に名谷分教場、須磨区妙法寺町に妙法寺分教場を置く。
- 1957年4月1日 妙法寺分教場を本校に統合し、市立北兵庫高等学校有野分校を本校の分校とする。
- 1957年10月10日 市庁舎の新築移転により、現在地（兵庫区松本通1）に移る。
- 1959年4月1日 名谷分教場を本校に統合する。
- 1960年3月31日 商業科を廃止する。
- 1976年3月31日 有野分校を廃止し、家庭科を廃止する。
- 2009年頃 バリアフリー化工事で日本オーチス・エレベータ製の工レベーターが設置された。

## 交通アクセス
- 神戸市営地下鉄湊川公園駅徒歩3分
- 神戸電鉄湊川駅徒歩2分
- 神戸高速鉄道新開地駅徒歩6分
- 西日本旅客鉄道（JR西日本）神戸駅から西へ800m